# Freihufen (Kreis Heiligenbeil)
Freihufen ist eine Wüstung im Kreis Heiligenbeil in Ostpreußen. Die frühere Ortsstelle befindet sich heute im Stadtkreis Mamonowo (Heiligenbeil) in der russischen Oblast Kaliningrad (Gebiet Königsberg (Preußen)).

## Geographische Lage
Die Ortsstelle Freihufens liegt im Südwesten der Oblast Kaliningrad, vier Kilometer nördlich der Grenze zur polnischen Woiwodschaft Ermland-Masuren (= südliches Ostpreußen). Bis zur früheren Kreisstadt und heutigen Rajonshauptstadt Mamonowo (deutsch Heiligenbeil) sind es sieben Kilometer in westlicher Richtung.

## Geschichte
Das seinerzeitige Freyhuben wurde im Jahre 1829 gegründet. Nach 1829 bereits Freihufen genannt bestand der Ort aus ein paar kleinen Höfen und gehörte bis 1945 zu Grünwalde (heute russisch Lipowka), einer Gemeinde im Amtsbezirk Waltersdorf (heute polnisch Pęciszewo) im ostpreußischen Kreis Heiligenbeil. Freihufen zählte im Jahre 1910 77 Einwohner.
In Kriegsfolge kam Freihufen 1945 mit dem gesamten nördlichen Ostpreußen zur Sowjetunion, wo sich bald die Spur des Ortes verlor. Vielleicht wegen der Grenznähe nicht mehr besiedelt, oder aber in Lipowka (Grünwalde) aufgegangen, gilt der Ort offiziell als untergegangen. Seine Ortsstelle liegt im Gebiet des Stadtkreises Mamonowo in der Oblast Kaliningrad der Russischen Föderation.

## Religion
Bis 1945 gehörte Freihufen zum Kirchspiel der evangelischen Kirche Heiligenbeil (Mamonowo) in der Kirchenprovinz Ostpreußen der Kirche der Altpreußischen Union. Auch römisch-katholischerseits war Freihufen in die Stadt Heiligenbeil – damals zum Bistum Ermland zugehörig – eingepfarrt.

## Verkehr
Die wohl kaum noch erkennbare Ortsstelle Freihufens liegt an der Kommunalstraße 27K-121, die von Mamonowo über Lipowka (Grünwalde) und Jasnoje (Lönhöfen) bis zur Regionalstraße 27A-020 (frühere russische A 516, ehemalige Reichsautobahn Berlin–Königsberg („Berlinka“), heutige Europastraße 28) führt. 
Bis 1945 war Heiligenbeil die nächste Bahnstation an der Bahnstrecke Berlin–Königsberg, die heute nur noch im Abschnitt Mamonowo–Kaliningrad befahren wird.